# Sankt Gallen (kanton)
Sankt Gallen (Duits: St. Gallen; Frans: Saint-Gall; Italiaans:  San Gallo; Reto-Romaans: Son Gagl; Engels: St. Gall of St. Gallen) is een kanton in het noordoosten van Zwitserland. Het is een Alpen-kanton.
Van de bevolking van het kanton is 52,3% Rooms-katholiek, 28,3% gereformeerd en 6,1% islamitisch (2000).

## Geografie
Het kanton grenst in het noordoosten aan het Bodenmeer en in het zuidwesten aan het Meer van Zürich. In de regio rondom het Bodenmeer grenst het kanton aan Duitsland, Liechtenstein en Oostenrijk (deelstaat Vorarlberg).
Het kanton grenst daarnaast aan de Zwitserse kantons Graubünden, Glarus, Schwyz, Zürich en Thurgau, en het omringt de beide halfkantons Appenzell Innerrhoden en Appenzell Ausserrhoden.
De hoogste berg in het kanton is de Ringelspitz met 3247 meter in het uiterste zuiden.

## Demografische evolutie van het kanton
Bron: https://www.bfs.admin.ch/bfs/de/home/statistiken/bevoelkerung/stand-entwicklung.assetdetail.32229209.html

## Economie
In Sankt Gallen wordt 5,3% van het Zwitsers inkomen verdiend.
Het kanton Sankt Gallen heeft ongeveer 237.000 arbeidsplaatsen, per 100 inwoners dus 52.
De agrarische industrie bestaat hoofdzakelijk uit zuivel- en vleesproductie in de bergen, op de vlaktes fruit en wijn, en akkerbouw en veeteelt.
Als industrie is aanwezig optiek, pyrotechniek, chemicaliënproductie en productie van medicamenten. Ook toerisme speelt een belangrijke rol. In Bad Ragaz zijn er thermale baden en er zijn vele wintersportmogelijkheden.

## Talen
Het kanton is officieel Duitstalig.
Moedertaal (2000):
- Duits: 88,0%
- Servo-Kroatisch: 2,5%
- Italiaans: 2,3%
- andere talen: 7,2%

20,3% van de bevolking van kanton Sankt Gallen heeft geen Zwitsers paspoort (dec. 2003).

## Plaatsen en gebieden
Steden in het kanton (inwoneraantallen 2023)
- Sankt Gallen, de hoofdstad 78.213 inwoners
- Rapperswil-Jona 28.640 inwoners
- Wil 24.980 inwoners
- Gossau 18.454 inwoners
- Uzwil 14.279 inwoners
- Altstätten 12.456 inwoners
- Buchs 13.931 inwoners

## Toerisme
- De kathedraal met bibliotheek van Sankt Gallen is een UNESCO werelderfgoed.
- De historische stad Sankt Gallen.
- Het drielandenpunt met Liechtenstein en Oostenrijk.
- De thermale baden van Bad Ragaz

## Districten
Per 2003 zijn er geen districten meer.
Deze zijn vervangen door kieskringen (dec. 2003):
- Sankt Gallen met 113.364 inwoners
- Rorschach met 39.583 inwoners
- Rheintal met 62.964 inwoners
- Werdenberg met 33.605 inwoners
- Sarganserland met 35.652 inwoners
- See-Gaster met 58.992 inwoners
- Toggenburg met 45.449 inwoners
- Wil met 67.680 inwoners

## Geschiedenis
De gebieden van het kanton Sankt Gallen worden gevormd door de landerijen van het klooster van Sankt Gallen. Het kanton Sankt Gallen was een deel van het kanton Säntis tijdens de Helvetische Republiek van 1798 tot 1803. Het kanton Sankt Gallen werd in 1803 in opdracht van de vertegenwoordiger van Napoleon uit het tot 1798 bestaande vorstenbisdom St. Gallen, het graafschap Toggenburg en meerdere gedeelten van andere kantons (Rapperswil, landvoogdij Uznach, Gaster, Sargans, Rheintal, graafschap Werdenberg, Gams, heerschap Sax) gevormd. Samen met de ook nieuw gevormde kantons Thurgau, Vaud, Aargau, Graubünden en Ticino is het kanton in 1803 in het Zwitsers Eedgenootschap opgenomen.
Rheintal · Rorschach · Sankt Gallen · Sarganserland · See-Gaster · Toggenburg · Werdenberg · Wil
Aargau · Appenzell Ausserrhoden · Appenzell Innerrhoden · Basel-Landschaft · Basel-Stadt · Bern · Fribourg · Genève · Glarus · Graubünden · Jura · Luzern · Neuchâtel · Nidwalden · Obwalden · Sankt Gallen · Schaffhausen · Schwyz · Solothurn · Thurgau · Ticino · Uri · Vaud · Wallis · Zug · Zürich